# Julirevolution (Ecuador)
Die Julirevolution von 1925 hatte das Ende des Liberalismus in Ecuador und die Machtübernahme der sozialistisch geprägten Liga de Militares Jóvenes zur Folge. Als Periode der ecuadorianischen Geschichte wird sie in der Regel vom Moment des Staatsstreichs der jungen Militärs bis zum Sturz des infolge der Revolution und einer neuen Verfassung amtierenden Präsidenten Isidro Ayora am 24. August 1931 datiert.

## Verlauf
Am Nachmittag des 9. Juli 1925 bildete sich in Guayaquil eine Militärjunta aus vor allem jungen Militärs unter Vorsitz von Luis Telmo Paz y Miño und Ildefonso Mendoza, die am Abend des 11. Juli in Quito den regierenden Präsidenten Gonzalo Córdova unblutig, aber unter militärischer Drohung absetzte. Die Militärjunta selbst wählte eine hauptsächlich mit zivilen Würdenträgern besetzte neue Regierungsjunta, bestehend aus Francisco Arízaga, Francisco Boloña, Rafael Bustamante, Luis Napoleón Dillon, Pedro Pablo Garaicoa, General Francisco Gómez de la Torre und General Moisés Oliva (später ersetzt durch Modesto Larrea Jijón), der sie die Macht übertrug und in der jedes Mitglied im Wochenwechsel Staatsoberhaupt war. Diese neue Regierung strebte zunächst an, unter anderem durch sogenannte „Volkstribunale“ den Einfluss bisheriger „Oligarchen“ wie General Leonidas Plaza Gutiérrez und Bankier Francisco Urbina Jado (Besitzer des Banco Comercial y Agrícola und Sohn des Ex-Präsidenten José María Urbina) zu beenden. Die Volkstribunale wurden bald wegen Kompetenzmissbrauchs wieder abgeschafft. Urbina wurde sofort und Plaza im Oktober 1925 zwangsexiliert. Urbina starb kurz darauf in Chile, Plaza kehrte später nach Ecuador zurück.
Die zivile Junta wurde am 9. Januar 1926 durch eine neue Junta ersetzt, die aus Humberto Albornoz, Isidro Ayora, Pedro Pablo Egüez, José Antonio Gómez Gault, Adolfo Hidalgo, Julio Enrique Moreno und Homero Viteri bestand. Die Politik der Regierungsjunta zeigte nicht die erwarteten Erfolge, so dass es zu neuen militärischen Erhebungen kam, die zwar niedergeschlagen wurden, aber letztlich die Ernennung Isidro Ayoras zum Diktator bzw. Übergangspräsidenten am 1. April 1926 zur Folge hatte. Ayora nahm die Ernennung unter der Bedingung an, dass die Militärs nicht in seine Regierung eingriffen. Ayora setzte mit harter Hand ein umfassendes vor allem wirtschaftspolitisches Programm um, in dessen Verlauf unter anderem die ecuadorianische Zentralbank und weitere wichtige Institutionen gegründet wurden. Am 9. Dezember 1928 nahm eine Verfassunggebende Versammlung ihre Arbeit auf, die am 26. März 1929 eine neue Verfassung verabschiedete. Außerdem wählte sie Ayora zum verfassungsgemäßen Präsidenten. Entgegen der bisherigen Politik Ayoras war die Verfassung eindeutig demokratisch gehalten und gab dem Parlament gestärkte Rechte. Das Frauenwahlrecht und Habeas-Corpus-Rechte wurden eingeführt und die Sozialgesetzgebung gestärkt. Im Zuge der Großen Depression, die 1929/30 auch die ecuadorianische Wirtschaft erreichte, konnten gerade die ausgeweiteten Sozialprogramme nicht durchgeführt werden, was zu zahlreichen Aufständen führte, die die Regierung Ayora und das Militär niederschlugen. Schließlich wurde nach verschiedenen versuchten Staatsstreichen Ayora 1931 gestürzt und durch Oberst Luis Larrea Alba ersetzt, womit die Phase der Julirevolution endete.

## Träger und Inhalte
Die „Revolution“ wurde hauptsächlich von aufstrebenden, im Militär aufgestiegenen Kleinbürgern angetrieben. Nominelles Ziel des Staatsstreichs und der „Julirevolution“ war die Modernisierung des Staates und die Umorientierung weg von der regierenden, v. a. liberal-unternehmerischen Oligarchie hin zu den Interessen breiterer Volksschichten gewesen. Durch das Regierungsprogramm wurden trotz sozialistischer Neigungen in erster Linie mittelständische Kaufleute und Beamte begünstigt. Tatsächlich waren die Protagonisten der „Revolution“ von Anfang an zu Konzessionen an die bestehenden Eliten bereit. Die Julirevolution hatte eine Verlagerung der Macht von dem seit der Liberalen Revolution führenden, exportorientierten Wirtschaftsbürgertum der Küstenregion zu den alten und neuen Eliten der Andenregion zur Folge.